# Chetina longicauda
Chetina longicauda là một loài ruồi trong họ Tachinidae.